# Выборное (Пензенская область)
Выборное — село в Вадинском районе Пензенской области России. Входит в состав Татаро-Лакинского сельсовета.

## География
Село находится в северо-западной части Пензенской области, в пределах восточной окраины Окско-Донской низменности, в лесостепной зоне, на берегах реки Чиуш, на расстоянии примерно 9 километров (по прямой) к северо-северо-западу (NNW) от села Вадинска, административного центра района. Абсолютная высота — 201 метр над уровнем моря.
Климат
Климат характеризуется как умеренно континентальный. Средняя температура воздуха самого холодного месяца (января) составляет −11,5 °C (абсолютный минимум — −44 °С); самого тёплого месяца (июля) — 19,5 °C (абсолютный максимум — 38 °С). Продолжительность безморозного периода составляет 133 дня. Годовое количество атмосферных осадков — 467 мм. Снежный покров держится в среднем 141 день.

## История
Село возникло в середине XVII века как поселение служилых людей стрелецкого выборного полка, нёсших службу на Керенской оборонительной черте. В 1721 года село Дмитриевка, Выборное тож, упоминается как собственность солдата-десятника Максима Савельева с товарищами. В дальнейшем — село однодворцев, пахотных солдат, государственных крестьян. Действовала деревянная церковь Великомученика Димитрия Солунского. В 1806 году в селе проживало 240 окладных душ однодворцев. В 1853 году была построена новая деревянная церковь во имя Дмитрия Солунского.
По состоянию на 1911 год в Выборном, являвшейся центром Выборноской волости, имелись: одно крестьянское общество, 245 дворов, церковь, земская школа, три ветряные мельницы и пять лавок. Население села того периода составляло 1560 человек. По данным 1955 года в селе располагалась центральная усадьба колхоза имени Ленина.

## Население
| 1782 | 1864 | 1877 | 1897 | 1911  | 1926 | 1939 |
| ---- | ---- | ---- | ---- | ----- | ---- | ---- |
| 1196 | ↘489 | ↗606 | ↗648 | ↗1028 | ↘966 | ↘626 |
| 1959 | 1979 | 1989 | 1996 | 2002  | 2010 |      |
| ↘458 | ↘297 | ↗326 | ↗348 | ↘292  | ↘277 |      |

Половой состав
По данным Всероссийской переписи населения 2010 года в гендерной структуре населения мужчины составляли 45,5 %, женщины — соответственно 54,5 %.
Национальный состав
Согласно результатам переписи 2002 года, в национальной структуре населения русские составляли 91 % из 279 чел.

## Инфраструктура
Действуют основная школа (филиал СОШ с. Вадинск), фельдшерский пункт, дом культуры, библиотека, два магазина и АТС.

## Улицы
Уличная сеть села состоит из четырёх улиц.